# Neustadt am Main
Neustadt am Main (eller: Neustadt a.Main) er en kommune i Landkreis Main-Spessart i regierungsbezirk Unterfranken i den tyske delstat Bayern. Den er en del af Verwaltungsgemeinschaft Lohr am Main.

## Geografi
Neustadt a. Main ligger i Region Würzburg, og som navnet siger, ved floden Main.
I kommunen ligger ud over Neustadt landsbyen Erlach a. Main, der var en selvstændig kommune indtil 1972.
I Neustadt ligger det højeste bjerg i landkreis Main-Spessart, Klosterkuppel på 552 moh.

## Historie
Kloster Neustadt am Main der var under Benediktinerordenen blev grundlagt i 769 men nedlagt ved sekulariseringen i 1803.